# رنگین‌کمان

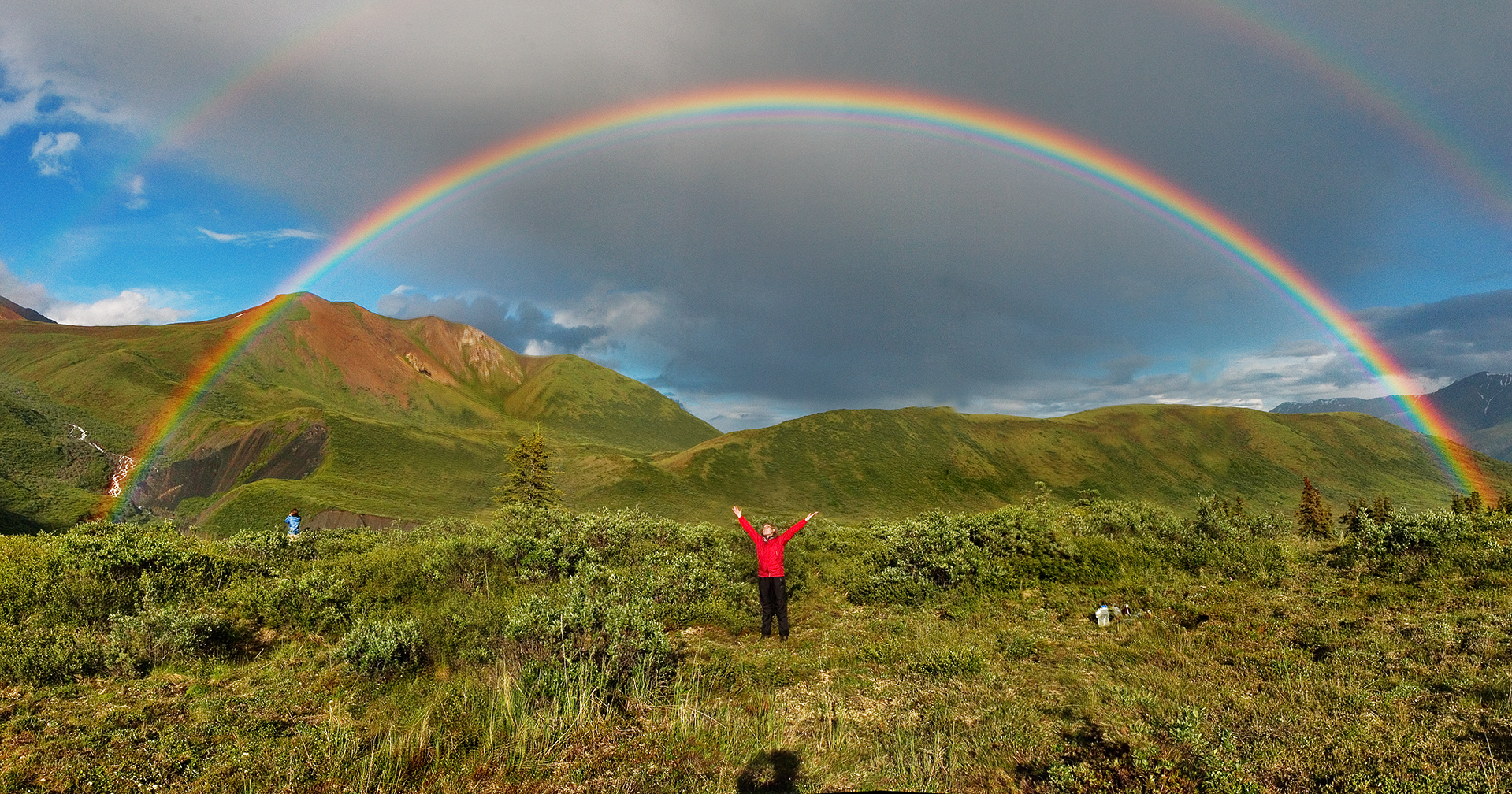
رنگین‌کمان دوتایی و رنگین‌کمان‌های اضافی در درون کمان اصلی. سایهٔ سر عکاس مرکز دایرهٔ رنگین‌کمان را مشخص می‌کند (نقطهٔ پاد خورشیدی).

رنگین‌کمان پدیده‌ای نوری و کمانی‌شکل است که زمانی که خورشید به قطره‌های نم و رطوبت جو زمین می‌تابد باعث ایجاد طیفی از نور در آسمان می‌شود. این پدیده به شکل یک کمان رنگین در می‌آید.
رنگین‌کمان‌ها به کمک در آسمان در سوی مخالف خورشید پدیدار می‌شوند.
قوس قزح نام دیگر رنگین کمان است که معنوی لغوی آن قوس شیطان است . زمانی که اشعه ی خورشید وارد هر بک از قطرات باران می شود نور می شکند و‌منعکس می گردد،در جریان این عمل قطرات باران اشعه ی خورشید را شکسته و رنگ های آن را آشکار می کنند.
رنگین‌کمان‌ها می‌توانند دایره کامل باشند. اما بیننده معمولاً کمانی را می‌بیند که توسط قطره‌های درخشان، در بالای زمین و در امتداد خطی از خورشید تا چشم بیننده تشکیل شده است.
در یک رنگین‌کمان اصلی (رنگین‌کمان پایین‌تر، و معمولاً روشن‌تر) رنگ قرمز در بخش بیرونی (یا بالایی) کمان، و بنفش در بخش درونی دیده می‌شود. این رنگین‌کمان دومی ممکن است بالا و بیرون کمان اصلی دیده شود، و ترتیب رنگ‌هایش معکوس شده است (رنگ قرمز در هر یک از دو رنگین‌کمان به سوی دیگری است). این رنگین‌کمان دوم با دو بار انعکاس نور در قطره‌های آب بوگوتایی) غیرممکن‌اند، چون انعکاس سوم از نور درون قطره‌های آب پرتوهایشان را تقریباً در جهت خورشید می‌تاباند، و از اینرو نامرئی هستند. ممکن است بعضی پدیده‌ها (نظیر «کمان‌های اضافی» خیلی نزدیک و درون کمان‌های اصلی) با «رنگین‌کمان‌های سه‌تایی» اشتباه گرفته شوند. همچنین برای یک ناظر غیرممکن است که برای دیدن رنگین‌کمان حاصل از قطره‌های آب در زاویه‌ای به‌جز زاویه مرسوم (که ۴۲درجه با جهت مخالف خورشید می‌سازد) طرحی بریزد. حتی اگر ناظری ناظر دیگری را که به نظر می‌رسد «زیر» یا «در انتهای» یک رنگین‌کمان است ببیند، ناظر دوم رنگین‌کمان متفاوتی را، در همان زاویه‌ای که ناظر اول دیده بود، خواهد دید. از این‌رو، یک «رنگین‌کمان» شیء فیزیکی نیست، و به‌طور فیزیکی نمی‌توان به آن نزدیک شد.
یک رنگین‌کمان طیف پیوسته‌ای از رنگ‌ها را پوشش می‌دهد؛ نوارهای متمایز (شامل تعدادی نوار) که ساختهٔ دید رنگی انسان هستند، و هیچ نوع نواربندیی در یک عکس سیاه سفید از رنگین‌کمان مشاهده نمی‌شود (فقط گرادیان ملایمی از شدت به یک مقدار بیشینه می‌رسد، سپس با یک کمینه در طرف دیگر کمان محو می‌شود). برای رنگ‌هایی که با چشم انسان عادی دیده می‌شود، توالی ذکرشده و به‌یادمانده، در فارسی، هفت‌تایی قرمز، نارنجی، زرد، سبز، آبی، نیلی سیر و بنفش است. با این حال افراد کور-رنگ رنگ‌های کمتری خواهند دید. به جز باران، مه، افشانه، و شبنم معلق در هوا نیز می‌توانند رنگین‌کمان تشکیل دهند.

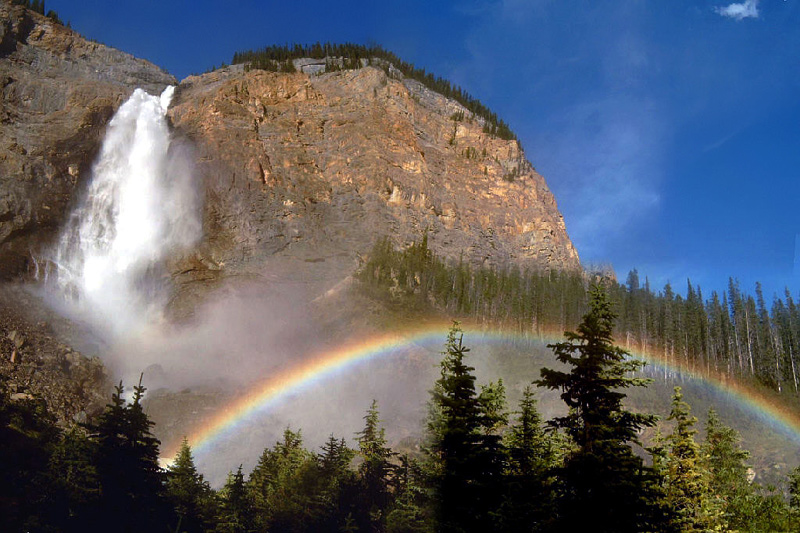
رنگین‌کمان‌ها همچنین می‌توانند در رطوبتی نظیر رطوبت آبشار شکل گیرند.

## پدیداری رنگین‌کمان

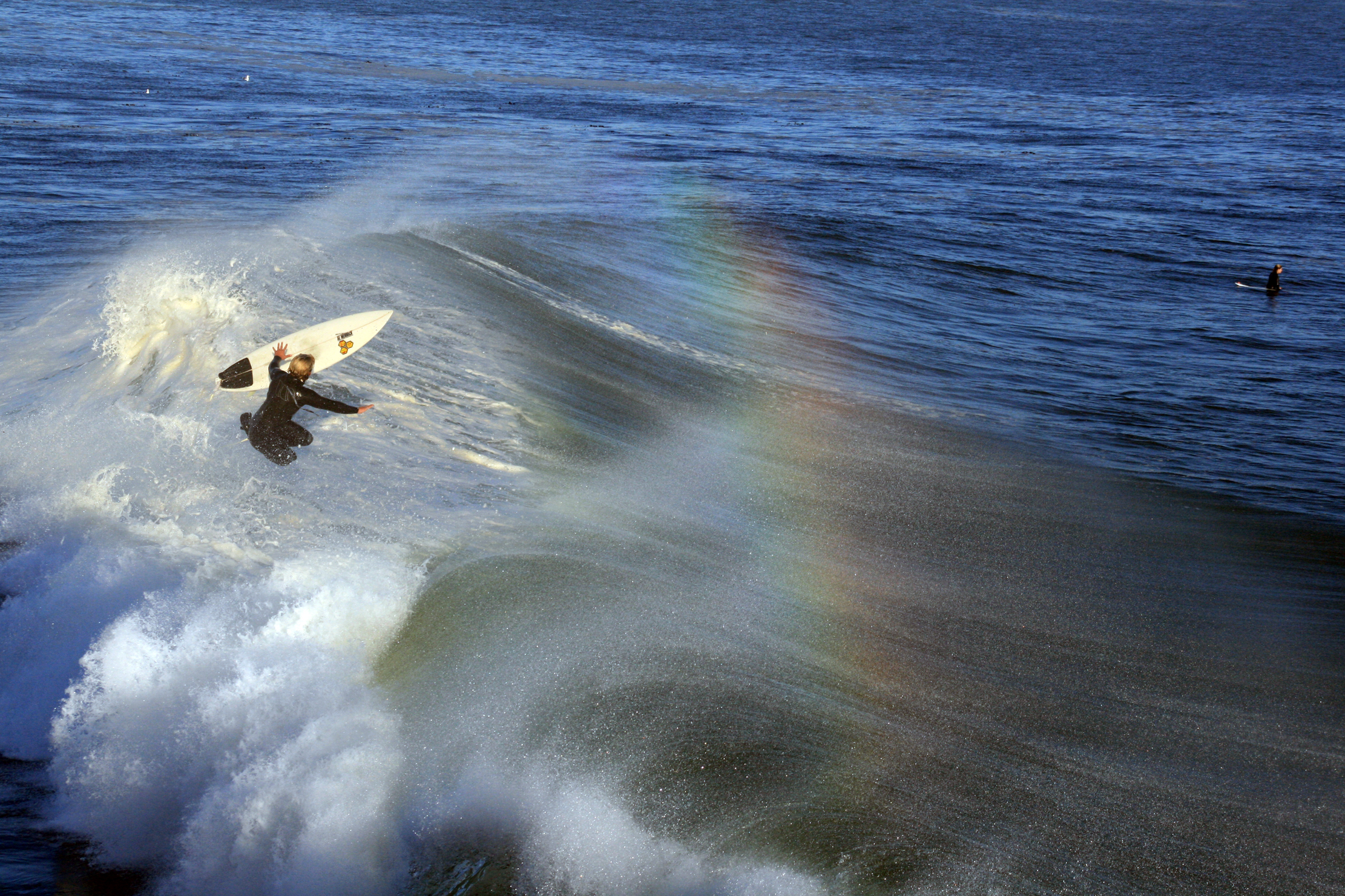
رنگین‌کمان‌ها می‌توانند در افشانهٔ حاصل از امواج نیز شکل بگیرند («کمان‌های افشانه‌ای» نامیده می‌شوند)

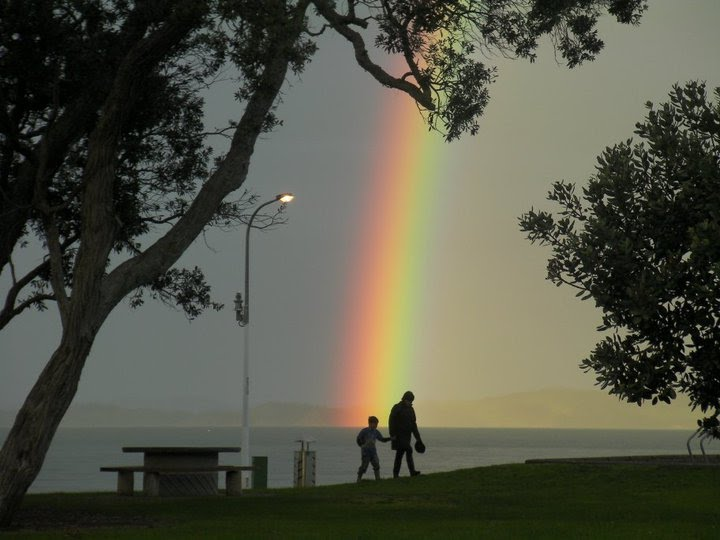
رنگین‌کمان در هنگام تابش خورشید بعد از یک بارش شدید در ماراتای، زلاند نو.

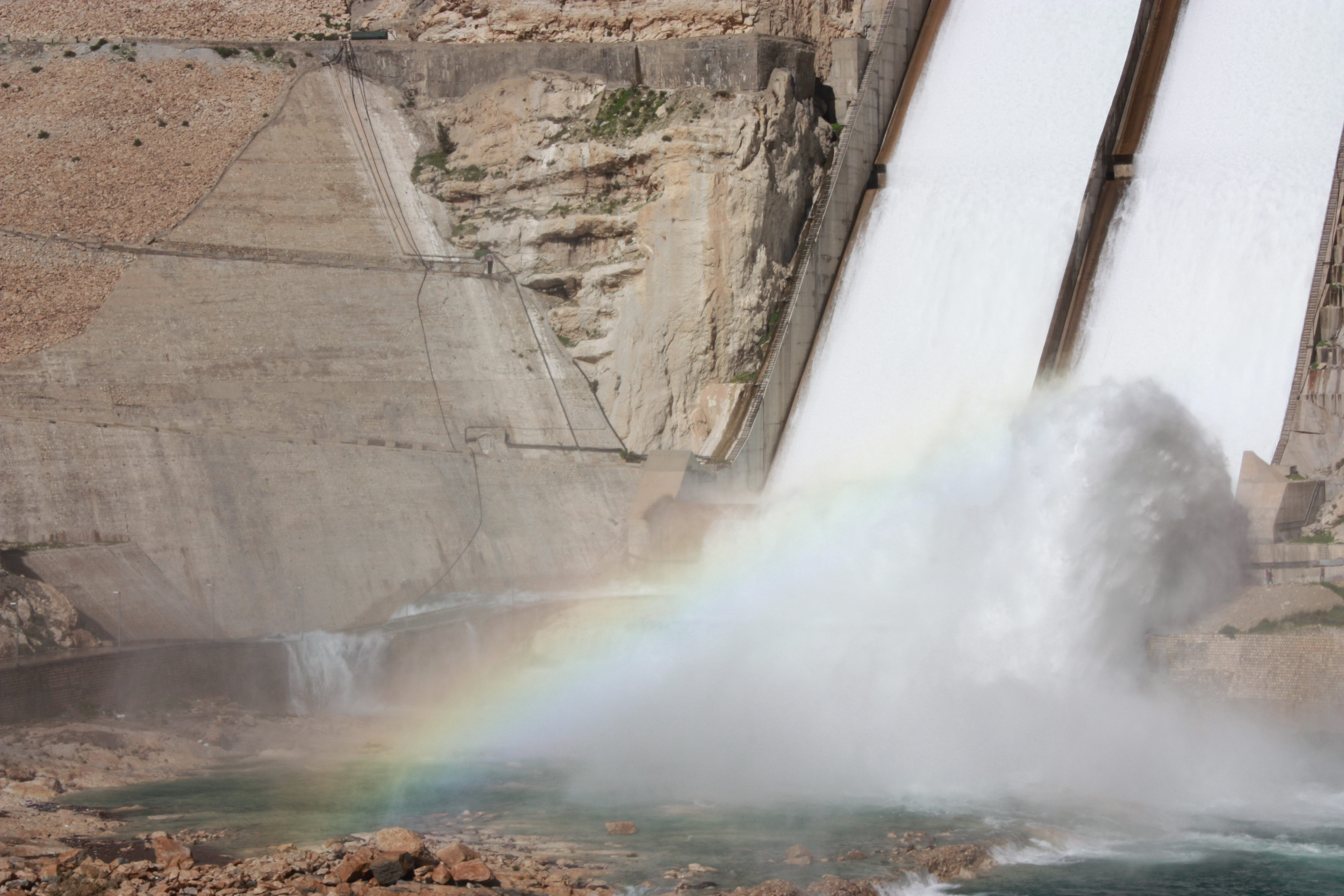
رنگین‌کمان سرریز سد مارون بهبهان

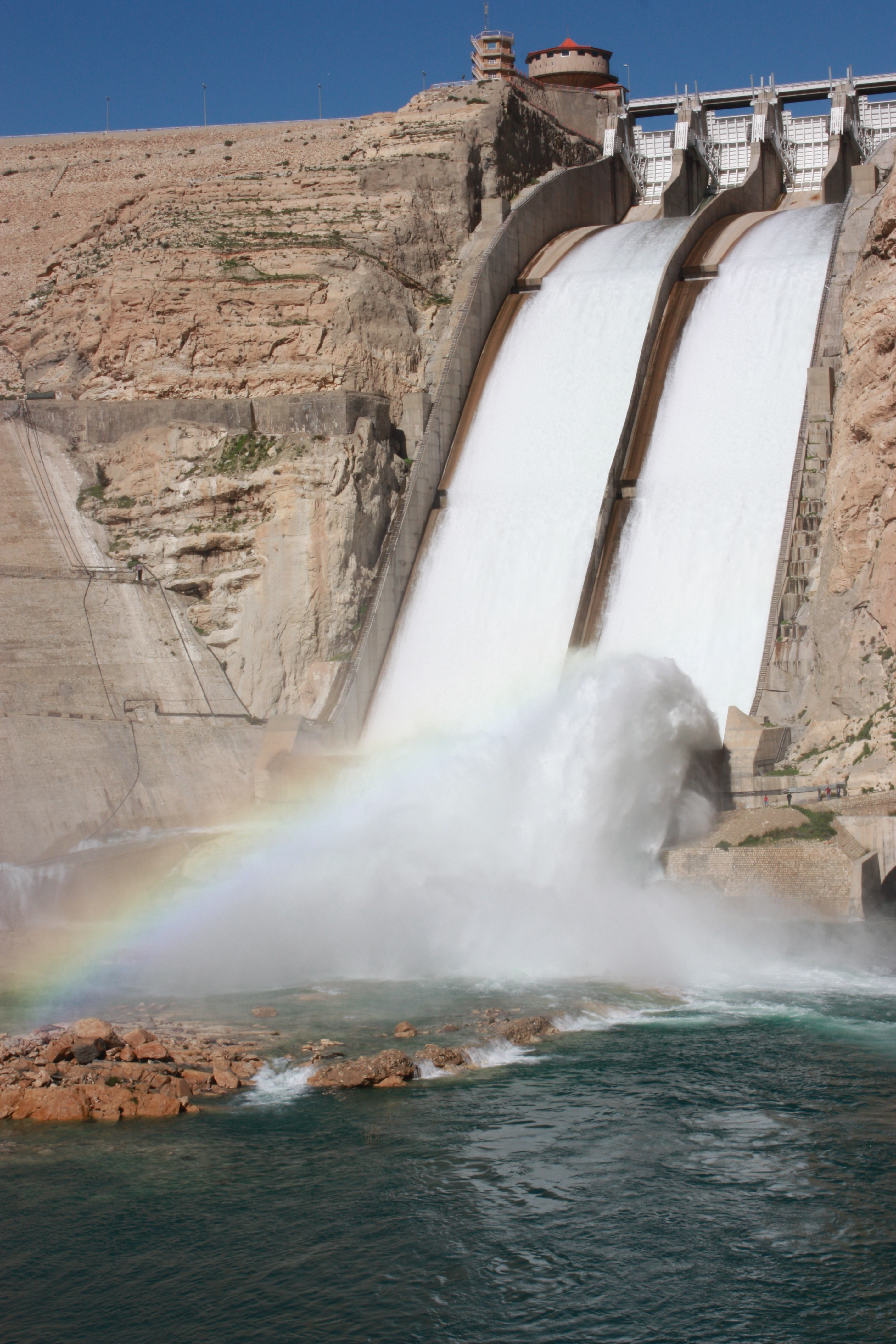
رنگین‌کمان، سد مارون بهبهان

رنگین‌کمان‌ها را می‌توان هر زمان که قطره‌های آب در هوا وجود دارند و نور خورشید از پشت سر در یک زاویه عمودی کوچک می‌تابد دید. به دلیل همین رنگین‌کمان‌ها اغلب در نیمهٔ غربی آسمان به هنگام صبح و در نیمهٔ شرقی آسمان به هنگام عصر دیده می‌شوند. جلوه‌های تماشایی رنگین‌کمان‌ها در زمانی که نیمی از آسمان به خاطر وجود ابرهای در حال بارش تاریک است و ناظر در مکانی با آسمانی صاف و در جهت خورشید قرار دارد، دیده خواهد شد. یک رنگین‌کمان درخشان با زمینهٔ تاریک. در طی این شرایط خوب دید، اغلب رنگین‌کمانی بزرگ‌تر ولی کمرنگ‌تر با فاصلهٔ ۱۰ درجه بیرون از رنگین‌کمان اصلی و ترتیب رنگی وارونه (نسبت به رنگین‌کمان اصلی) نمایان می‌شود
معمولاً در نزدیکی آبشارها و فوارهها نیز اثر رنگین‌کمان دیده می‌شود. به علاوه، در طول یک روز آفتابی این اثر را می‌توان به‌طور مصنوعی با پراکنده‌ساختن قطره‌های آب در هوا ایجاد کرد. یک مهتاب کمان، رنگین‌کمان ماهتابی یا رنگین‌کمان شب‌هنگام، را به ندرت در شب‌های شدیداً مهتابی می‌توان مشاهده کرد. از آنجا که قوهٔ بینایی انسان برای رنگ در نور کم ضعیف است، مهتاب کمان‌ها اغلب سفید مشاهده می‌شوند. عکاسی از نیم‌دایرهٔ کامل رنگین‌کمان در یک فریم مشکل است، چون نیاز به زاویه دید ۸۴ درجه است. برای یک دوربین ۳۵mm، یک عدسی با فاصله کانونی ۱۹mm یا عدسی زاویه-گسترده کمتر مورد نیاز است. حال که نرم‌افزارهای قدرتمندی برای چسباندن چندین عکس در یک سراسرنما در دسترس است، تصاویر کل کمان و حتی کمان‌های ثانویه را می‌توان به راحتی از یک سری از فریم‌های روی‌هم افتاده ساخت. از داخل هواپیما، شخص شانس دیدن تمام دایرهٔ رنگین‌کمان را، با سایهٔ هواپیما در مرکز، دارد. این پدیده می‌تواند با گلوری اشتباه گرفته شود، اما یک گلوری معمولاً خیلی کوچک‌تر است، تنها ۲۰–۵درجه را پوشش می‌دهد.

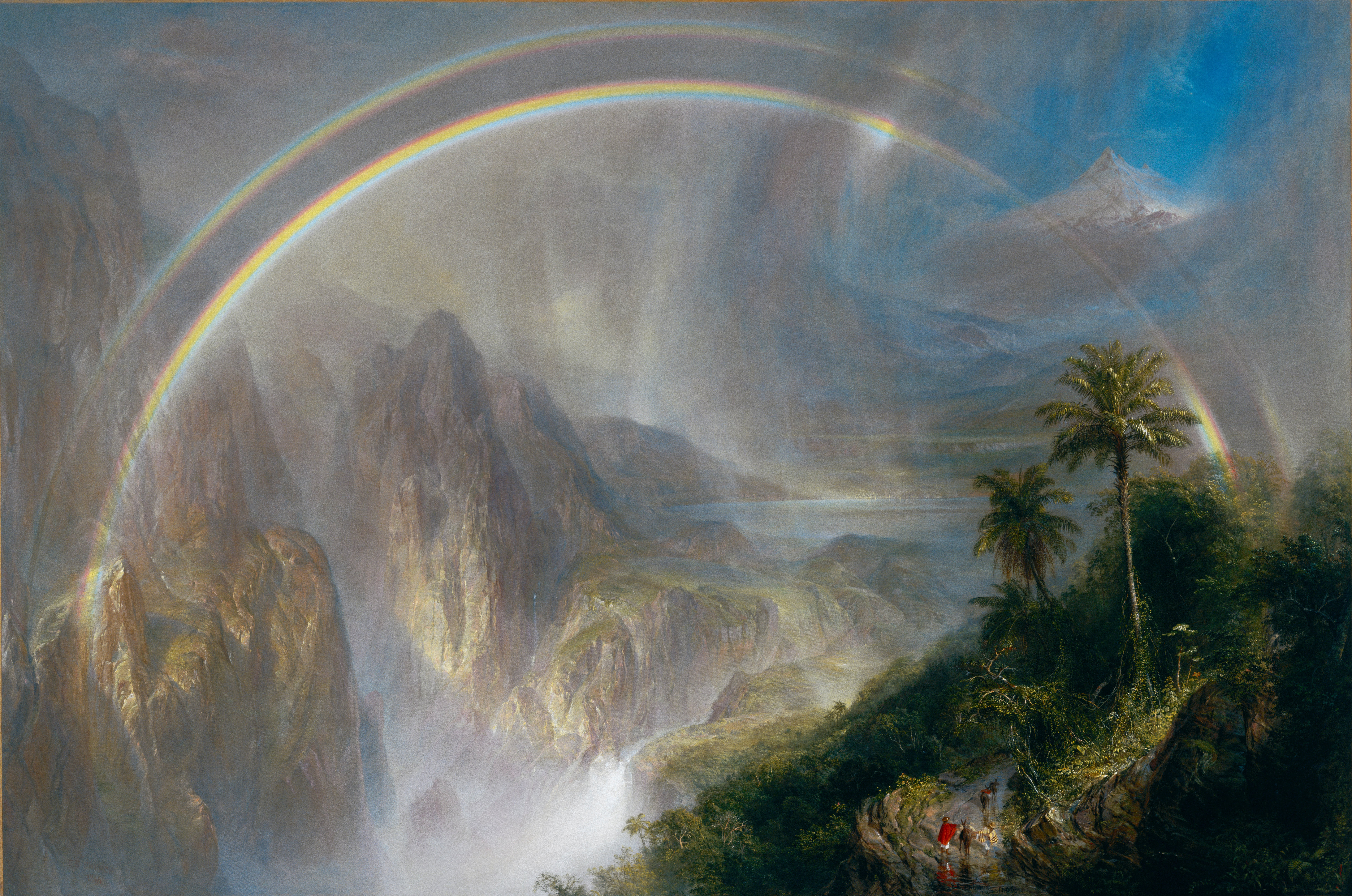
رنگین‌کمان در تابلو نقاشی اثر فردریک ادوین چرچ

در شرایط دید خوب (برای مثال، وجود ابر تیره در پشت رنگین‌کمان)، کمان دوم را با ترتیب رنگ معکوس می‌توان دید. در زمینهٔ آسمان آبی، کمان دوم با اشکال قابل رویت است.

## حالت‌های رنگ
رنگین‌کمان پیوسته‌ای از رنگ‌ها را پوشش می‌دهد- تفکیک ظاهری محصول رنگ‌دانه‌های نوری در چشم انسان و پردازش عصبی خروجی‌های گیرنده‌های نوری‌مان در مغز است. از آنجا که قلهٔ پاسخ گیرنده‌های رنگی انسان از فردی به فرد دیگر تغییر می‌کند، افراد مختلف اندکی رنگ‌ها را متفاوت خواهند دید، و افرادی که کور رنگ هستند تعداد کمتری از رنگ‌ها را خواهند دید. با این حال، هفت رنگی که در زیر لیست شده‌اند گمان می‌شود که از این حکایت می‌کنند که انسان‌ها در هر کجا، با دید رنگی عادی، رنگین‌کمان را چگونه می‌بینند. رنگ آخر در رنگین‌کمان بنفش است، نه ارغوانی.
نیوتن به‌طور ابتکاری (۱۶۷۲م) تنها پنج رنگ اصلی را نامگذاری کرد: قرمز، زرد، سبز، آبی و بنفش. نارنجی و نیلی سیر را بعداً اضافه کرد، تا در توافق با تعداد نت‌ها در مقیاسی موسیقایی هفت رنگ را بدهد.
| قرمز | نارنجی | زرد | سبز | آبی | نیلی سیر | بنفش |
|      |        |     |     |     |          |      |

## رنگین کمان

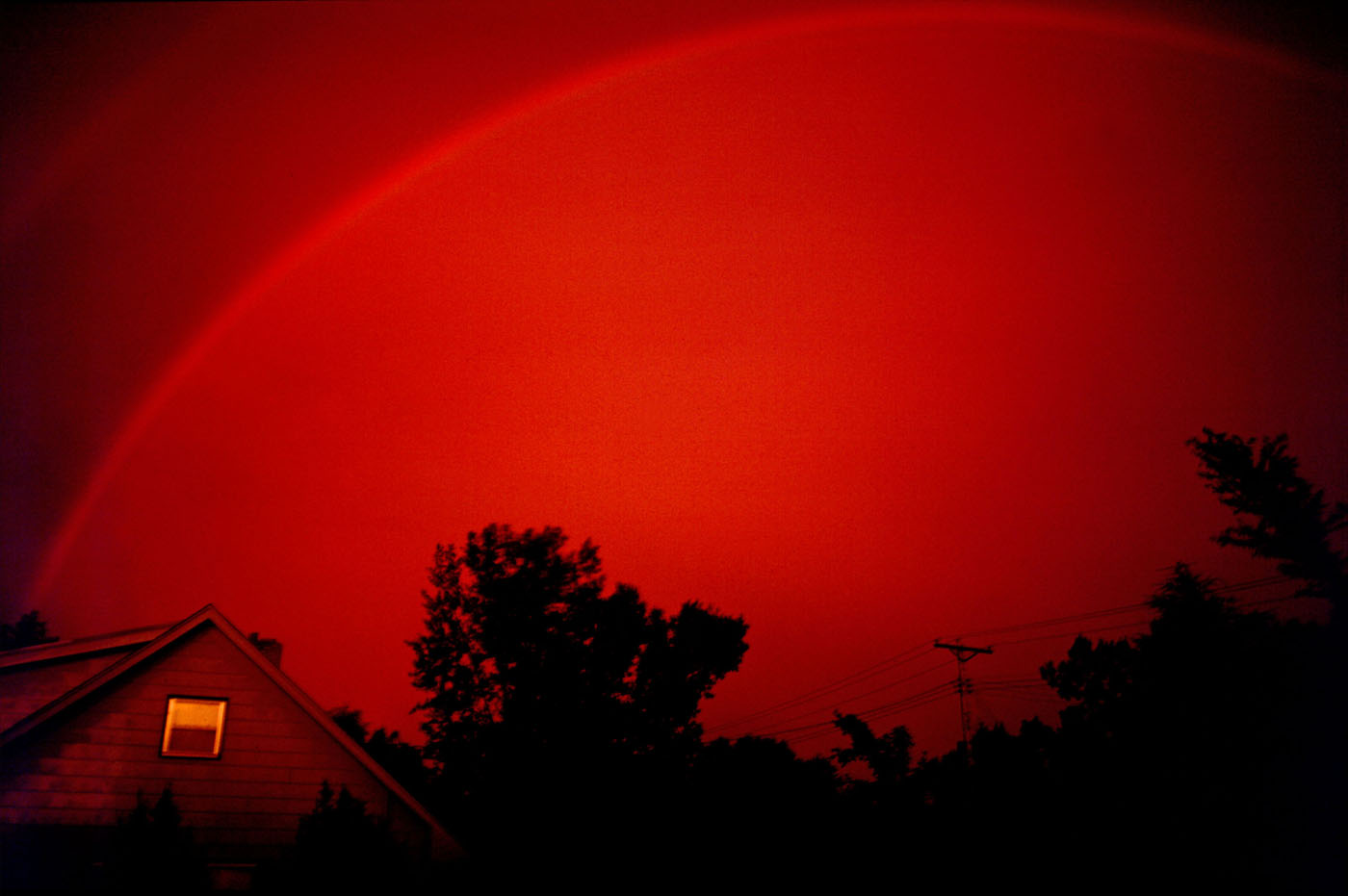

این نوع رنگین‌کمان بعضی اوقات و به ندرت در موقع طلوع یا غروب خورشید اتفاق می‌افتد زمانی که نورهایی با طول موج کوتاه‌تر، مانند رنگ آبی، بنفش و سبز پراکنده شده و از طیف‌های مرئی حذف می‌شوند و تنها نورهای با طول موج بلند (سرخ) دیده می‌شوند. می‌توان علت این پراکندگی را باران دانست که باعث پیدایش پدیده نادر و زیبای تکین کمان می‌شود.

## توضیح علمی
نور که ابتدا هنگام ورود به سطح قطره باران شکسته شده است، در پشت قطره بازتاب می‌کند، و بار دیگر هنگام ترک قطره می‌شکند. اثر کلی به گونه‌ای است که نور ورودی در گسترهٔ عریضی از زاویه‌ها، با بیشترین شدت نوری در زاویهٔ ۴۰ تا ۴۲ درجه، بازمی‌تابد. زاویه مستقل از اندازهٔ قطره است، اما به شاخص شکست آن وابسته است. آب دریا شاخص شکست بزرگتری نسبت به آب باران دارد، از اینرو شعاع «رنگین‌کمان» در افشانهٔ دریا کوچکتر از یک رنگین‌کمان واقعی است. این رنگین‌کمان برای چشم غیر مسلح با چینش از دست رفته‌ای از این کمان‌ها مشاهده می‌شود. مقدار شکست نور به طول‌موج‌اش، و از اینرو به رنگ‌هایش بستگی دارد. نور آبی (طول موج کوتاهتر) در زاویهٔ بزرگتری نسبت به نور قرمز می‌شکند، اما بواسطهٔ بازتاب پرتوهای نور از پشت قطره، نور آبی نسبت به نور قرمز هنگام خروج از قطره با زاویهٔ کمتری با پرتو سفید فرودی اصلی می‌سازد. ممکن است فکر کنید که عجیب است که الگوی رنگ‌ها در یک رنگین‌کمان قرمز را در بیرون کمان و آبی را در درون آن دارد. با این‌حال، زمانیکه این موضوع را با دقت بیشتری وارسی کنیم، متوجه می‌شویم که اگر نور قرمز خارج شده از یک قطره توسط ناظری مشاهده شود، نور آبی آن قطره دیده نخواهد شد زیرا این نور در مسیری متفاوت با نور قرمز حرکت قرار دارد: مسیری که با چشمان ناظر در یک راستا نیست. نور آبی مشاهده شده در این رنگین‌کمان از قطرهٔ متفاوتی می‌آید، که بایستی زیر قطره‌ای باشد که نور قرمز از آن مشاهده می‌شود.
عکس اعتقاد عموم، نور در پشت قطره باران دستخوش بازتاب کلی نمی‌شود، و مقداری نور از پشت قطره خارج می‌شود. با این حال، نور خروجی از پشت قطره باران بین ناظر و خورشید رنگین‌کمان تشکیل نمی‌دهد زیرا طیف تابشی از پشت قطره باران بمانند رنگین‌کمان‌های مرئی دارای شدت حداکثری نیستند، و از اینرو رنگ‌ها بیشتر از آنکه رنگین‌کمان تشکیل دهند، با هم ترکیب می‌شوند.
|  |  |

یک رنگین‌کمان در واقع در محل مشخصی از آسمان وجود ندارد. محل ظاهر شدنش به محل ناظر و موقعیت خورشید بستگی دارد. همۀ قطره‌های باران، نور خورشید را یکسان شکسته و بازمی‌تابند، اما فقط نور از بعضی قطره‌های باران به چشم ناظر می‌رسد. این نور همان است که رنگین‌کمان را برای ناظر تشکیل می‌دهد. محل یک رنگین‌کمان در آسمان نسبت به ناظر همیشه در سوی مخالف خورشید است، و همیشه رنگین‌کمان درونی روشنتر از رنگین‌کمان بیرونی است. مرکز کمان سایهٔ سر بیننده است، یا به‌طور دقیق‌تر نقطهٔ پاد خورشیدی (که در طول روز زیر افق است)، در زاویهٔ ۴۰ تا ۴۲درجه نسبت به خط بین سر ناظر و سایه‌اش ظاهر می‌شود. در نتیجه، اگر خورشید بالاتر از ۴۲درجه باشد، رنگین‌کمان زیر خط افق خواهد بود و معمولاً به مقدار کافی قطره باران بین افق (یعنی، ارتفاع چشم) و زمین وجود ندارد، تا رنگین‌کمان تشکیل دهند. استثناها زمانی رخ می‌دهند که ارتفاع ناظر از سطح زمین بیشتر شود، برای مثال در یک هواپیما، در بالای کوه، یا بالای یک آبشار.

## رنگین‌کمان تمام دور

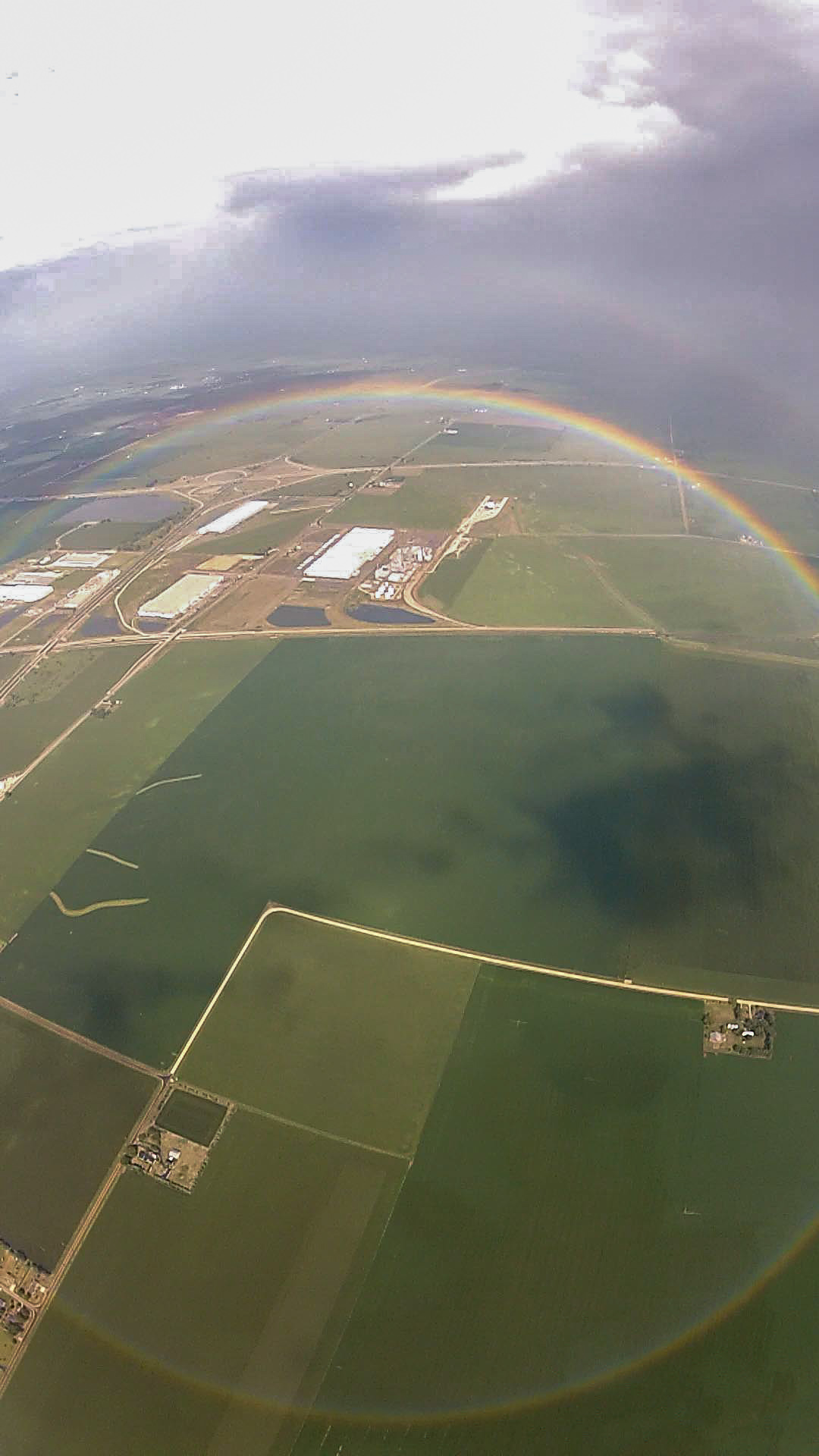
رنگین‌کمان دایره ای

از نظر تئوری همهٔ رنگین‌کمان‌ها دایرهٔ کامل هستند ولی در روی زمین ما معمولاً فقط نیمهٔ بالایی آن‌ها را می‌بینیم. از آنجایی‌که مرکز رنگین‌کمان به صورت قطری در طرف مقابل موقعیت خورشید در آسمان است بیشترین مقداری که ما می‌توانیم از رنگین‌کمان ببینیم حدود ۵۰٪ آن است که آن‌هم در هنگام صبح زود یا غروب که خورشید پایین است قابل مشاهده است. برای اینکه بتوانیم دایرهٔ کامل را ببینیم لازم است که قطره‌های آب در زیر افق دید بیننده باشند.
وقتی نور خورشید به داخل قطره‌های باران می‌تابد آن‌ها به صورت منشورهای کوچکی عمل می‌کنند که نور را متفرق کرده و به رنگ‌های مجزا تجزیه می‌کند. بهترین و شفاف‌ترین رنگین‌کمان زمانی تشکیل می‌شود که باران خیلی شدید باشد و قطره‌های بزرگی در آسمان باشند. در واقع پرتوهای نور در هنگام عبور از قطره‌های آب دو بار خم می‌شوند. بار اول زمانی است که وارد قطره‌های آب می‌شوند و بار دوم هنگامی که از قطره‌ها خارج می‌شوند.
دلیل دایره بودن رنگین‌کمان این است که قطره‌های آب با زاویهٔ بین ۴۰ تا ۴۲ درجه از زاویهٔ ورودشان خارج می‌شوند و تجمع این پرتوها در هنگام تابیدن نور به قطره‌های باران باعث می‌شود که یک دایره تشکیل شود ولی اگر خورشید خیلی پایین باشد مثلاً هنگام صبح یا غروب ما فقط یک‌نیمه از این کره را می‌بینیم و هر چه خورشید بالاتر باشد ما مقدار کمتری از دایرهٔ رنگین‌کمان را می‌بینیم. تنها راهی که بتوان دایرهٔ کامل رنگین‌کمان را دید این است که به بالای قطره‌های باران رفته و خورشید را در پشت سر خود داشته باشیم؛ مثلاً در داخل هواپیما یا بالای یک آبشار می‌توان یک رنگین‌کمان دایره‌ای کامل را دید.

## در تاریخ

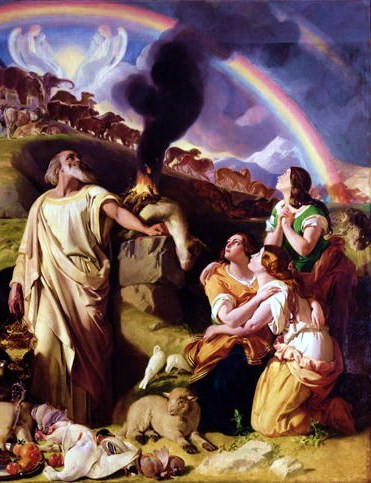
قربانی نوح اثر دنیل مک‌لایس

در یهودیت در داستان نوح خدا پس از اتمام کشتن نفیلیم‌ها به وسیله آب فراوان، به نوح عهد کرد که دیگر اینکار را نکند و بدین خاطر، رنگین‌کمانی را در آسمان ایجاد کرد.

## نگارخانه

پرچم استان خودگردان یهودی با رنگین‌کمان
پرچم رنگین‌کمان